# Ginnastica artistica ai XX Giochi dei piccoli stati d'Europa
Le competizioni di ginnastica artistica ai XX Giochi dei piccoli stati d'Europa si sono svolte dal 27 al 28 maggio 2025 ad Andorra la Vella.

## Podi

### Uomini
| Evento                | Oro                  | Argento          | Bronzo                  |
| Gara a squadre        | Cipro                | Monaco           | Lussemburgo             |
| All-around            | Georgios Angonas     | Michalis Isaias  | Hugo Villeneuve         |
| Corpo libero          | Jonas Ingi Thorisson | Ben Mangen       | Kyriakos Markidis       |
| Volteggio             | Kyriakos Markidis    | Georgios Angonas | Yan Kies                |
| Parallele simmetriche | Georgios Angonas     | Michalis Isaias  | Lilian Piotte           |
| Sbarra                | Georgios Angonas     | Kevin Crovetto   | Ben Mangen              |
| Cavallo con maniglie  | Hugo Villeneuve      | Lilian Piotte    | Jonas Ingi Thorisson    |
| Anelli                | Michalis Chari       | Neofytos Savva   | Jón Sigurður Gunnarsson |

### Donne
| Evento                 | Oro                  | Argento                 | Bronzo                     |
| Gara a squadre         | Malta                | Islanda                 | Lussemburgo                |
| All-around             | Rebecca Casula       | Sophie St. John         | Philippa Busuttil          |
| Corpo libero           | Nanna Guðmundsdóttir | Julia Galea             | Sophie St. John            |
| Volteggio              | Sophie St. John      | Rakel Sara Petursdottir | Eleana Panagiotou          |
| Parallele asimmetriche | Sophie St. John      | Valentina Marocchi      | Margrét Lea Kristinsdóttir |
| Trave                  | Þóranna Sveinsdóttir | Rebecca Casula          | Zofia-Kalina Kopczynski    |

## Medagliere
| Pos.   | Paese       | Oro | Argento | Bronzo | Totale |
| ------ | ----------- | --- | ------- | ------ | ------ |
| 1      | Cipro       | 6   | 4       | 2      | 12     |
| 2      | Islanda     | 3   | 2       | 3      | 8      |
| 3      | Malta       | 3   | 2       | 2      | 7      |
| 4      | Monaco      | 2   | 4       | 2      | 8      |
| 5      | Lussemburgo | 0   | 2       | 5      | 7      |
| Totale | Totale      | 14  | 14      | 14     | 42     |